# AppImage
AppImage és un format de distribució de programari portàtil en Linux que no ha de menester de permisos de superusuari per a instal·lar una aplicació. Intenta també permetre als desenvolupadors d'aplicacions el desplegament de binaris de forma agnòstica a la distribució de Linux, facilitant així un empaquetament a nivell upstream. Va aparèixer per primera vegada el 2004 sota el nom de klik i, seguint el seu desenvolupament, el 2011 va ser rebatejat com PortableLinuxApps i, finalment, més tard, el 2013, com a AppImage.

## Descripció

### Objectius
Els objectius d'AppImage són poder tenir un sistema de desplegament d'aplicacions a Linux basat en la simplicitat, la compatibilitat binària, l'agnosticisme de distribució, sense cap instal·lació ni cap permís de superusuari, portàtil, i que no toqui el sistema operatiu subjacent.

### Propietats
Amb AppImage no s'instal·la l'aplicació com es fa tradicionalment a Linux. En comptes de distribuir els fitxers de l'aplicació en els llocs apropiats del sistema de fitxers, el fitxer AppImage és una única imatge comprimida amb l'aplicació. Quan s'executa, el fitxer és muntat amb FUSE. Aquest comportament és compatible amb els predecessors d'AppImage: klik i PortableLinuxApps.
S'utilitza un fitxer per aplicació. Cada fitxer és autocontingut: inclou totes les biblioteques de les quals l'aplicació en depén que no siguin part ja del sistema base. Un AppImage versió 1.0 és un fitxer ISO 9660 Rock Ridge (que opcionalment pot estar comprimit amb zisofs), que conté un mínim AppDir i una menuda llibreria d'execució. La versió 2 pot utilitzar altres formats d'imatge, com ara SquashFS). Una aplicació pot afegir-se a un CD autònom només afegint un fitxer per CD.
Els fitxers AppImage són més simples que la instal·lació d'una aplicació. No calen eines d'extracció, ni cal modificar el sistema operatiu o l'entorn d'usuari. Els usuaris regulars en les distribucions de Linux comunes poden baixar-los, fer-los executables i llavors executar-los.